# My Heart Cries for You
«My Heart Cries for You» (укр. «Моє серце плаче за тобою») — популярна пісня, адаптована Карлом Сіґманом і Персі Фейтом з французької мелодії 18-го століття.

## Тло
Музика адаптована зі старофранцузької пісні «La jardinière du Roi» королеви Франції Марії-Антуанетти. Приспів пісні «My heart cries for you, Sighs for you, dies for you…» є оригінальним, його немає у французькій пісні.

## Запис Ґая Мітчелла
Балада була записана наприкінці 1950 року Ґаєм Мітчеллом з Мітчем Міллером та його оркестром у записі, виданому Columbia Records під каталожним номером 39067, який розійшовся накладом понад мільйон примірників і досяг 2 місця в чарті Billboard у 1951 році.

## Кавер-версії
Пісня мала численні кавер-версії: Вік Деймон, Джиммі Вейклі, Білл Фаррел, Ел Морґан, Евелін Найт, Ред Фолі, Джон Серрі-старший, Діна Шор, Генрі Рене, Рей Чарльз, Конні Френсіс, Персі Фейт, Боббі Бейр, Серена Райдер, Гері Джеймз, Марґо Сміт.